# Esperantoforeningen for Danmark
Esperantoforeningen for Danmark (på esperanto: Dana Esperanto-Asocio) er den lokale danske afdeling af Verdensesperantoforeningen UEA (på esperanto: Universala Esperanto Asocio). Foreningen har en tilknyttet ungdomsorganisation, DEJO.